# Nicola Ivanoff
Nikolay Kuzmich (Nikola) Ivanov (nom real - Karbachensky) (Vorónej (Imperi Rus), 10 d'octubre, 1810, - Bolonya (Itàlia), 7 de juliol, 1880), va ser un cantant d'òpera ucraïnès (tenor), que va viure a Itàlia.

## Biografia
Quan era un infant, va ser acceptat per F. P. Lvov al cor imperial de Sant Petersburg, on la seva veu va cridar l'atenció. El 1830, a càrrec del govern, va anar a Itàlia per a una formació avançada juntament amb Glinka, amb qui va viure uns dos anys. Va millorar les seves habilitats cantant amb Bianchi a Milà, després amb Andrea Nozarri a Nàpols, aprofitant també els consells d'Heinrich Panofka i Josephine Fodor. No volent tornar a Rússia, després de dos anys d'estudis a Nàpols, Ivanov va acceptar la ciutadania suïssa i un compromís a Constantinoble. Tanmateix, en saber que l'ambaixada russa a Turquia havia rebut ordres d'arrestar-lo, es va quedar a Itàlia i va estudiar amb Nozarri un any més.
Nikolai Ivanov va debutar el 1832 al Teatre San Carlo en el paper de Percy (l'òpera Anna Bolena de Donizetti), i després va cantar als principals teatres italians. Un gran èxit també va acompanyar les seves actuacions a París (debut el 1833 - Giannetto al «Silk Stairs» de Rossini a La Scala) i Londres (1834 - Percy). La seva veu bonica, suau i flexible va fer que la crítica parlés d'ell com un rival de Rubini. Malgrat el desig expressat de l'emperador Nicolau I de veure Ivanoff a Rússia i la seva promesa de perdonar-lo, no va tornar mai a la seva terra natal, la qual cosa va provocar la prohibició fins i tot d'esmentar el seu nom a la premsa russa. Entre els millors papers es troben Edgar a Lucia di Lammermoor, Rodrigo a Otello de Rossini i altres.
Ivanov va passar els anys restants de la seva vida a Itàlia. A principis de la dècada de 1840 va actuar a Bolonya a l'òpera Guglielmo Tell de Rossini, després a la seva Stabat mater (amb Donizetti). A Palerm el 1843 va interpretar el paper de Riccardo a l'estrena de l'òpera Maria, regina d'Inghilterra de Giovanni Pacini, i aviat va debutar amb el mateix paper a La Scala. El 1844-1845 Ivanov va cantar en òperes de Donizetti i Verdi, després de les quals el seu èxit va disminuir bruscament a causa del deteriorament de la seva veu. Després de 1850 ja no va actuar i va viure a Bolonya, on va morir el 1880.